# خانی‌اوبه شیخ‌لار
خانی‌اوبه شیخ‌لار (به ترکی آذربایجانی: Honuba Şıxlar) یک منطقهٔ مسکونی در جمهوری آذربایجان است که در شهرستان یاردیملی واقع شده‌است. خانی‌اوبه شیخ‌لار ۴۵۸ نفر جمعیت دارد.